# Fkirettes
Les fkirettes (en arabe : الفقيرات) sont des ensembles féminins algériens, qui animent les fêtes familiales dans les villes du Constantinois.

## Étymologie
Le mot fkirettes ou fqirât au singulier fqira, renvoie à l'ascétisme religieux. C'est le nom donné dans le Constantinois à l'orchestre féminin qui ne comprend que des instruments de percussion.

## Un orchestre féminin
Les fkirettes sont des ensembles vocaux féminins, soutenu par la percussion, le bendir et le târ qui jouent exclusivement pour un auditoire féminin lors des fêtes religieuses, mariages, circoncisions, le nombre des musiciennes est variable. 
Le répertoire s'apparente à celui du répertoire mystique confrérique à Constantine et à Annaba, dans cette ville, ces orchestres interprètent aussi des chants de divertissement ; alors qu'à Constantine, les pièces destinées à la danse et au divertissement sont exclusivement interprétées par les banutât. On chante alors à la mémoire des prophètes, des Saints Patrons de la ville. Dans la hiérarchie au sein de l'orchestre, il ne subsiste que râysâ (chef de l'orchestre).
La pratique musicale des fkirettes dans les villes d'Annaba et Constantine était presque identique. Autrefois exclusivement féminins, ils sont actuellement mixtes pour certains d'entre eux. Dans le passé, la derbouka était employée pour donner plus de son. Leur répertoire est un mélange puisé dans les répertoires arabo-andalous classiques et populaires simplifiés, il est composé de chansons malouf, madih et madih dini (chants religieux). Lorsqu'elles commencent à animer une cérémonie, elles débutent toujours par évoquer le Prophète : « Essalat alla Mohamed ».
Les banutât sont un autre type d'orchestre féminin, exclusivement constantinois, depuis l'indépendance de l'Algérie, elles sont orientées vers les spectacles réservés aux femmes. Leur répertoire comporte principalement du hawzi et du mahjouz  et très peu de malouf. Zhor Fergani a dirigé les deux types de formations.
Dans le nord de l'Algérie, les orchestres féminins ont différentes appellations selon les régions : medahates dans l'Oranie et mesemaat dans l'Algérois.